# Rocket Ride
Rocket Ride to siódmy album studyjny niemieckiej powermetalowej grupy Edguy. Został wydany 20 stycznia 2006 nakładem Nuclear Blast.

## Lista utworów
1. Sacrifice – 8:01
2. Rocket Ride – 4:47
3. Wasted Time – 5:48
4. Matrix – 4:09
5. Return ot the Tribe – 6:06
6. The Asylum – 7:38
7. Save Me – 3:47
8. Catch of the Century – 4:03
9. Out of Vogue – 4:36
10. Superheroes – 3:19
11. Trinidad – 3:28
12. Fucking with Fire (The Hairforce One) – 4:22

## Twórcy
- Jens Ludwig – gitara
- Tobias Sammet – śpiew, instrumenty klawiszowe
- Dirk Sauer – gitara
- Tobias Exxel – gitara basowa
- Felix Bohnke – perkusja

## Inne wydania
Pierwsza limitowana edycja albumu w Europie zrealizowana została jako digibook zawierający fotograficzną historię grupy oraz jeden utwór bonusowy:
- Land of the Miracle (na żywo w Brazylii) – 5:49